# Schi acrobatic la Jocurile Olimpice de iarnă din 2018 - schi half-pipe (masculin)
Proba de schi acrobatic, schi half-pipe masculin de la Jocurile Olimpice de iarnă din 2018 de la Pyeongchang, Coreea de Sud a avut loc pe 20 și 22 februarie 2018 la Pheonix Snow Park.

## Program
Orele sunt orele Coreei de Sud (ora României + 7 ore).
| Dată         | Ora         | Rundă      |
| ------------ | ----------- | ---------- |
| 20 februarie | 13:00–14:45 | Calificări |
| 22 februarie | 11:30–13:00 | Finală     |

## Calificări
C — Calificat pentru finală
Proba va avea loc pe 20 februarie și va începe la ora 13:00.
| Loc | Număr de concurs | Nume                       | Țară                         | Cursa 1 | Cursa 2 | Cel mai bun rezultat | Note |
| --- | ---------------- | -------------------------- | ---------------------------- | ------- | ------- | -------------------- | ---- |
| 1   | 3                | Aaron Blunck               | Statele Unite ale Americii   | 63,20   | 94,40   | 94,40                | C    |
| 2   | 1                | Alex Ferreira              | Statele Unite ale Americii   | 92,60   | 43,40   | 92,60                | C    |
| 3   | 7                | Torin Yater-Wallace        | Statele Unite ale Americii   | 89,60   | 33,60   | 89,60                | C    |
| 4   | 27               | Byron Wells                | Noua Zeelandă                | 88,60   | 42,00   | 88,60                | C    |
| 5   | 16               | Beau-James Wells           | Noua Zeelandă                | 86,20   | 88,20   | 88,20                | C    |
| 6   | 5                | Kevin Rolland              | Franța                       | 87,80   | 37,80   | 87,80                | C    |
| 7   | 9                | Mike Riddle                | Canada                       | 6,40    | 82,20   | 82,20                | C    |
| 8   | 2                | David Wise                 | Statele Unite ale Americii   | 24,80   | 79,60   | 79,60                | C    |
| 9   | 6                | Noah Bowman                | Canada                       | 43,00   | 77,20   | 77,20                | C    |
| 10  | 8                | Thomas Krief               | Franța                       | 74,40   | 25,80   | 74,40                | C    |
| 11  | 15               | Nico Porteous              | Noua Zeelandă                | 51,20   | 72,80   | 72,80                | C    |
| 12  | 19               | Andreas Gohl               | Austria                      | 68,60   | 31,60   | 68,60                | C    |
| 13  | 4                | Simon d'Artois             | Canada                       | 66,60   | 40,40   | 66,60                |      |
| 14  | 21               | Murray Buchan              | Marea Britanie               | 66,00   | 65,40   | 66,00                |      |
| 15  | 12               | Peter Speight              | Marea Britanie               | 3,80    | 64,60   | 64,60                |      |
| 16  | 20               | Lukas Müllauer             | Austria                      | 17,00   | 63,60   | 63,60                |      |
| 17  | 22               | Miguel Porteous            | Noua Zeelandă                | 40,40   | 62,60   | 62,60                |      |
| 18  | 10               | Joel Gisler                | Elveția                      | 59,80   | 9,80    | 59,80                |      |
| 19  | 14               | Rafael Kreienbühl          | Elveția                      | 55,20   | 22,20   | 55,20                |      |
| 20  | 24               | Mao Bingqiang              | China                        | 53,00   | 54,60   | 54,60                |      |
| 21  | 18               | Marco Ladner               | Austria                      | 54,20   | 39,40   | 54,20                |      |
| 22  | 23               | Brendan Newby              | Irlanda                      | 53,80   | 53,80   | 53,80                |      |
| 23  | 26               | Kong Xiangrui              | China                        | 47,40   | 50,80   | 50,80                |      |
| 24  | 13               | Pavel Chupa                | Sportivii Olimpici ai Rusiei | 46,80   | 25,80   | 46,80                |      |
| 25  | 11               | Robin Briguet              | Elveția                      | 23,00   | 29,40   | 29,40                |      |
| 26  | 17               | Alexander Glavatsky-Yeadon | Marea Britanie               | 10,80   | 15,00   | 15,00                |      |
| 27  | 25               | Lee Kang-bok               | Coreea de Sud                | 5,80    | 13,00   | 13,00                |      |

## Finala
Proba va avea loc pe 22 februarie și a început la ora 12:22.
| Loc | Ordinea de start | Număr de concurs | Nume                | Țară                       | Cursa 1           | Cursa 2           | Cursa 3           | Cel mai bun rezultat | Note |
| --- | ---------------- | ---------------- | ------------------- | -------------------------- | ----------------- | ----------------- | ----------------- | -------------------- | ---- |
| 1   | 5                | 2                | David Wise          | Statele Unite ale Americii | 17,00             | 6,40              | 97,20             | 97,20                |      |
| 2   | 11               | 1                | Alex Ferreira       | Statele Unite ale Americii | 92,60             | 96,00             | 96,40             | 96,40                |      |
| 3   | 2                | 15               | Nico Porteous       | Noua Zeelandă              | 82,40             | 94,80             | 30,00             | 94,80                |      |
| 4   | 8                | 16               | Beau-James Wells    | Noua Zeelandă              | 87,40             | 52,20             | 91,60             | 91,60                |      |
| 5   | 4                | 6                | Noah Bowman         | Canada                     | 89,40             | 19,20             | 11,20             | 89,40                |      |
| 6   | 6                | 9                | Mike Riddle         | Canada                     | 85,40             | 26,00             | 27,40             | 85,40                |      |
| 7   | 12               | 3                | Aaron Blunck        | Statele Unite ale Americii | 81,40             | 5,60              | 84,80             | 84,80                |      |
| 8   | 1                | 19               | Andreas Gohl        | Austria                    | 14,60             | 46,00             | 68,80             | 68,80                |      |
| 9   | 10               | 7                | Torin Yater-Wallace | Statele Unite ale Americii | 65,20             | 28,80             | 12,20             | 65,20                |      |
| 10  | 3                | 8                | Thomas Krief        | Franța                     | 9,80              | nu a luat startul | nu a luat startul | 9,80                 |      |
| 11  | 7                | 5                | Kevin Rolland       | Franța                     | 6,40              | 6,40              | 5,60              | 6,40                 |      |
| 12  | 9                | 27               | Byron Wells         | Noua Zeelandă              | nu a luat startul | nu a luat startul | nu a luat startul | nu a luat startul    |      |